# Jayavarman IX Parameçvara
Jayavarman IX  fut souverain de l'Empire khmer de 1327 à 1336.
Jayavarman IX était comme son père un shivaïte convaincu. Selon la Chronique royale cambodgienne, qui le nomme « Sihanouk », il fut assassiné en 1336 par le chef des jardins royaux Neay Trasac Paem Chay, qui épousa sa fille et prit sa place sur le trône. Ce récit est probablement légendaire (on en retrouve un très similaire dans l'histoire birmane : voir Nyaung-U Sawrahan).
Ce souverain est le dernier roi mentionné par des inscriptions sur les monuments. La dernière inscription sanskrite du Cambodge date en effet du règne de Jayavarman Parameçvara.